# Платиновая блондинка
«Платиновая блондинка» (англ. Platinum Blonde) — романтическая кинокомедия 1931 года, один из первых звуковых фильмов Фрэнка Капры. Рабочими названиями фильма были Галлахер и Позолоченная клетка (англ.  The Gilded Cage).
Главные роли исполнили Роберт Уильямс, скончавшийся спустя три дня после премьеры фильма, Джин Харлоу и Лоретта Янг.

## Сюжет
В репортёра Стю Смита влюблена его коллега, журналистка Галлахер. Однако Стю воспринимает её просто как подругу и женится на Энн Скайлер, девушке из высшего общества, с которой познакомился, освещая в прессе скандальное дело, связанное с её семьёй.

## В ролях
- Роберт Уильямс — Стю Смит
- Джин Харлоу — Энн Скайлер
- Лоретта Янг — Галлахер
- Луиз Клоссер Хейл — миссис Скайлер
- Уолтер Кэтлетт — Бинги
- Эдмунд Брис — Конрой, редактор